# Чемпионат мира по стендовой стрельбе 1939
Чемпионат мира по стендовой стрельбе 1939 года прошёл в Берлине (Германия).

## Общий медальный зачёт
| Место | Страна   | Золото | Серебро | Бронза | Всего |
| ----- | -------- | ------ | ------- | ------ | ----- |
| 1     | Германия | 1      | 1       | 0      | 2     |
| 2     | Венгрия  | 1      | 0       | 1      | 2     |
| 2     | Италия   | 0      | 1       | 1      | 2     |
| Всего | Всего    | 2      | 2       | 2      | 6     |

## Медалисты
| Дисциплина     | Золото          | Серебро                                                           | Бронза                                                                           |
| -------------- | --------------- | ----------------------------------------------------------------- | -------------------------------------------------------------------------------- |
| Трап           | Шандор Лумницер | фон ден Бонгарт                                                   | Адольфо Манфреди                                                                 |
| Трап (команды) | Германия        | Италия · Адольфо Манфреди · Лоренцо Пьервитали · Дино Рампони · ? | Венгрия · Иштван Штрашшбургер · Ладишлауш Сапари · Шандор Лумницер · Шандор Дора |